# Шоу бизнес
Шоубизнес (от англ.: show business, буквално: работа с представления) е простонароден термин, включващ всички аспекти на развлекателната индустрия, предимно лекият ѝ вид. В него са включени понятия както откъм бизнеса (мениджъри, агенти, продуценти, разпространители), така и предаващи творческия момент (вкл. творци, изпълнители, писатели, музиканти и технически лица). Използва се като термин през 20 век, като първата му известна печатна употреба датира от 1850 г.